# آرثر ماكس
آرثر ماكس (بالإنجليزية: Arthur Max)‏ هو مهندس معماري أمريكي، ولد في 1 مايو 1946 في نيويورك في الولايات المتحدة.

## وصلات خارجية
- آرثر ماكس على موقع IMDb (الإنجليزية)
- آرثر ماكس على موقع قاعدة بيانات الفيلم (الإنجليزية)